# Elitserien i bandy för damer 1996/1997
Elitserien i bandy för damer 1996/1997 var Sveriges högsta division i svensk bandy på damsidan säsongen 1996/1997, och vanns av Kareby IS. Säsongen avslutades med att Västerstrands AIK blev svenska mästarinnor efter seger med 2-1 mot Kareby IS i finalmatchen på Studenternas IP i Uppsala den 22 mars 1997.

## Upplägg
Lag 1-4 gick vidare till slutspel om svenska mästerskapet. 

## Förlopp
- Skytteligan vanns av Miska Suves, AIK med 54 fullträffar.[2].
- BK Ume-Trixa flyttades upp som segrare i division 1, Nässjö IF, också de serievinnare i Division 1, tackade nej till sin plats. Sandvikens AIK blev därmed kvar i Elitserien.

## Seriespelet
| Nr | Lag               | S  | V  | O | F  | +/-      | P  |
| -- | ----------------- | -- | -- | - | -- | -------- | -- |
| 1  | Kareby IS         | 12 | 11 | 0 | 1  | 88 - 19  | 22 |
| 2  | Västerstrands AIK | 12 | 10 | 0 | 2  | 92 - 28  | 20 |
| 3  | AIK               | 12 | 9  | 0 | 3  | 134 - 31 | 20 |
| 4  | IK Göta           | 12 | 4  | 0 | 8  | 47 - 79  | 8  |
| 5  | Edsbyns IF        | 12 | 3  | 0 | 9  | 38 - 96  | 6  |
| 6  | Västanfors IF     | 12 | 3  | 0 | 9  | 38 - 100 | 6  |
| 7  | Sandvikens AIK    | 12 | 2  | 0 | 10 | 33 - 117 | 4  |

## Slutspel om svenska mästerskapet

### Semifinaler
- 8 mars 1997: AIK-Kareby IS 4-5
- IK Göta-Västerstrands AIK 2-11
- 15 mars 1997: Kareby IS-AIK 4-2 (Kareby vidare med 2-0 i matcher)
- Västerstrands AIK-IK Göta 11-2 (Västerstrands AIK vidare med 2-0 i matcher)

### Final
- 22 mars 1997: Västerstrands AIK-Kareby IS 2-1 (Studenternas IP, Uppsala)